# Economia das Ilhas Marshall
A ajuda dos Estados Unidos é a principal fonte de recursos das Ilhas Marshall. Entre 1986 e 2002, as ilhas receberam mais de 1 bilhão de dólares em ajuda do governo norte-americano. O governo do país é a principal fonte de empregos: quase 46% da população ativa trabalham para ele. Pelos termos do acordo Amended Compact of Free Association o governo norte-americano fornecerá milhões de dólares em ajuda por ano até 2023.
As ilhas têm poucos recursos naturais, e as importações superam em muito as exportações. A agricultura encontra-se concentrada em pequenas propriedades. A pequena indústria concentra-se na produção de artesanato e no processamento de atum e copra. O turismo, que é uma das principais esperanças de melhora da renda nacional, emprega atualmente menos de 10% da população. A diminuição do tamanho da máquina governamental, uma seca, a queda da construção civil e do turismo, assim como a diminuição das receitas provenientes das licenças de pesca em suas águas territoriais fizeram com que o produto interno bruto do país crescesse em média 1% ao ano na última década.